# Агдістіс
Агді́стіс (дав.-гр. Ἄγδιστις) — жахлива двостатева істота, яка була божеством у давньогрецькій, римській та анатолійській міфологіях. Символ дикої і неконтрольованої природи.

## Міфологія
Фригійський міф у викладі Арнобія розповідає, що одного разу сім'я сплячого Зевса витекло на землю, оплодотворило її й народилося страшна двостатева істота Агдістіс. 

### Рішення богів
Руйнівна міць  Агдістіса не влаштовувала богів. За загальним рішенням Діоніс заповнив джерело міцним вином і чудовисько, випивши з нього, забулося глибоким сном. Тоді Діоніс прив'язав міцною мотузкою його дітородний орган до його ж власної ноги й, коли Агістіс прокинувся, то різким рухом сам себе оскопив.

### Народження Аттіса
З його крові, яка впала на землю, зросло мигдалеве дерево, а один із його плодів зірвала Нана, дочка річкового бога Сангарія. Нана приклала плід мигдалю до грудей, завагітніла й народила хлопчика Аттіса, якого незабаром покинула. Хлопчика виростила коза.

### Ревнощі Агдістіс
З часом він перетворився на юнака неземної краси й Агдістіс, що став тепер тільки жінкою, закохується в нього. Цар Мідас призначив Аттіса в чоловіки своєї дочки Іі. На весіллі несподівано з'явилася Агдістіс й наслала на всіх божевілля. Вражений цим безумством Аттіс сам себе кастрував ножем і помер. Агдістіс розкаялась у своїх ревнощах і стала просити Зевса повернути життя її коханого, але це виявилось неможливим. Тоді Агдістіс поховала тіло Аттіса в Пессінунте і заснувала в честь нього щорічне свято. Сама Агдістіс перетворилася у Велику матір богів Кібелу.

## Культ Агдістіс
Ім'я Агдістіс шанувалось так як й ім'я Кібели. У деяких стародавніх написах ці два імені ототожнювались Хоча в першу чергу Адгістіс — це анатолійська богиня, культ її охоплює багато територій. До 250 року до н. е. він поширився у Єгипті, потім в Аттиці: зокрема, він знайдений у Піренеях вже в III-IV столітті до нашої ери. У Лесбосі й Пантікопеї святилища богині були знайдені дещо пізніше. У I столітті до н. е. такі святині були відкриті у Філадельфії та Малій Азії.
У написах, знайдених у Сардані у IV столітті до н. ери, вказано, що жерцям Зевса не дозволялось брати участь у таємниці Агдістіс.
Вчені припускають, що Агдістіс є частиною континууму андрогінних анатолійських божеств, у тому числі стародавнього фригійського божества, ймовірно під назвою «Andistis», інший називався «Adamma» у стародавньому королівстві Кіззуватна у 2-му тис. до н. ери. Існує також ряд свідчень того, що у деяких місцях Агдістіс вважалась цілющою богинею.